# Edgar Snow
Pour les articles homonymes, voir Snow.
Edgar Snow (né le 17 juillet 1905 à Kansas City, mort le 15 février 1972 à Eysins) est un journaliste américain connu pour ses livres sur le communisme en Chine.

## Biographie
Il est vraisemblablement le premier journaliste occidental à avoir eu des entretiens avec le dirigeant chinois Mao Zedong, et est surtout connu pour son livre Red Star Over China (en) (Étoile rouge sur la Chine), paru en 1937 et qui retrace (d'une façon très favorable) l'histoire du mouvement communiste chinois depuis sa fondation jusqu'à la fin des années 1930.
Suspecté en raison de ses sympathies communistes lors de la période du maccarthysme, il quitte les États-Unis en 1959 et passe le reste de sa vie en Suisse.
Il meurt à Eysins une semaine avant la visite du président Nixon à Mao Zedong en 1972, visite qui a fortement influencé les relations sino-américaines.
Ses cendres ont été réparties entre les États-Unis et la Chine.
Sa seconde épouse, l'actrice Lois Wheeler Snow, a poursuivi son action et s'est rendue plusieurs fois en Chine après son décès, notamment en 2000, et a condamné la répression contre les manifestants de Tian'anmen (ayant eu lieu en 1989).
Selon le journaliste et écrivain Harry Bellet, le livre Le Mao, de Guy Gallice et Claude Hudelot, montre que des journalistes comme Edgar Snow ont pu être instrumentalisés pour présenter une image favorable du maoïsme.

## Écrits
- (en) Red Star Over China
- (en) Red China Today: The Other Side of the River, 1963 (fr) - La Chine en marche. Paris, Stock, 1963.
- (en) The Battle for Asia
- (en) China, Russia, and the USA
- (en) The Long Revolution, Random House, 1972 (fr) -  La longue révolution (traduit de l'américain par Claude-Hélène Sibert et Guy-Henry Thurein), Paris, Stock, 1973
- (en) Living China: Modern Chinese Short Stories

## Filmographie
- Un film (disponible en DVD) est sorti en 2010 dans lequel son épouse retrace l'histoire de sa vie : A home far away.